# North Buena Vista
North Buena Vista é uma cidade localizada no estado americano de Iowa, no condado de Clayton.

## Demografia
Segundo o censo americano de 2000, a sua população era de 124 habitantes.
Em 2006, foi estimada uma população de 97, um decréscimo de 27 (-21.8%).

## Geografia
De acordo com o United States Census Bureau tem uma área de
1,9 km², dos quais 1,8 km² cobertos por terra e 0,1 km² cobertos por água.

## Localidades na vizinhança
O diagrama seguinte representa as localidades num raio de 12 km ao redor de North Buena Vista.